# Зальцбургские анналы
Зальцбургские анналы (лат. Annales Salisburgenses) — написанное на латинском языке небольшое историческое сочинение IX века, продолженное в X—XI веках. Охватывают период с 499 по 1049 год. Содержат сведения главным образом по истории Франкского государства и Священной Римской империи.

## Издания
- Annales Salisburgenses // MGH, SS. Bd. I. Hannover. 1826, p. 89-90[2].

## Переводы на русский язык
- Зальцбургские анналы Архивная копия от 25 мая 2011 на Wayback Machine в переводе А. Голованова на сайте Восточная литература

- Зальцбургские анналы Архивная копия от 25 мая 2011 на Wayback Machine в переводе И. Дьяконова на сайте Восточная литература

## См также
- Большие Зальцбургские анналы

- Малые Зальцбургские анналы